# Hermleigh, Texas
Hermleigh, Texas (енгл. Hermleigh) насељено је место без административног статуса у америчкој савезној држави Тексас.

## Демографија
По попису из 2010. године број становника је 345, што је 48 (-12,2%) становника мање него 2000. године.
| Група             | 2000.       | 2010.       |
| Белци             | 290 (73,8%) | 227 (65,8%) |
| Афроамериканци    | 9 (2,3%)    | 5 (1,4%)    |
| Азијати           | 1 (0,3%)    | 1 (0,3%)    |
| Хиспаноамериканци | 93 (23,7%)  | 107 (31,0%) |
| Укупно            | 393         | 345         |